# Natuurlijk en cultureel erfgoed van de regio Ohrid
Natuurlijk en cultureel erfgoed van de regio Ohrid is een werelderfgoedinschrijving in Noord-Macedonië sinds 1979 en in Albanië sinds 2019. Ohrid wordt gezien als een van de oudste bewoonde plaatsen van Europa.
Tot de inschrijving behoort onder meer de Sint-Janskerk aan het Meer van Ohrid, klooster Pantelejmon en het antiek theater van Ohrid. In 2019 werd het werelderfgoed uitgebreid met een stuk Albanees grondgebied.

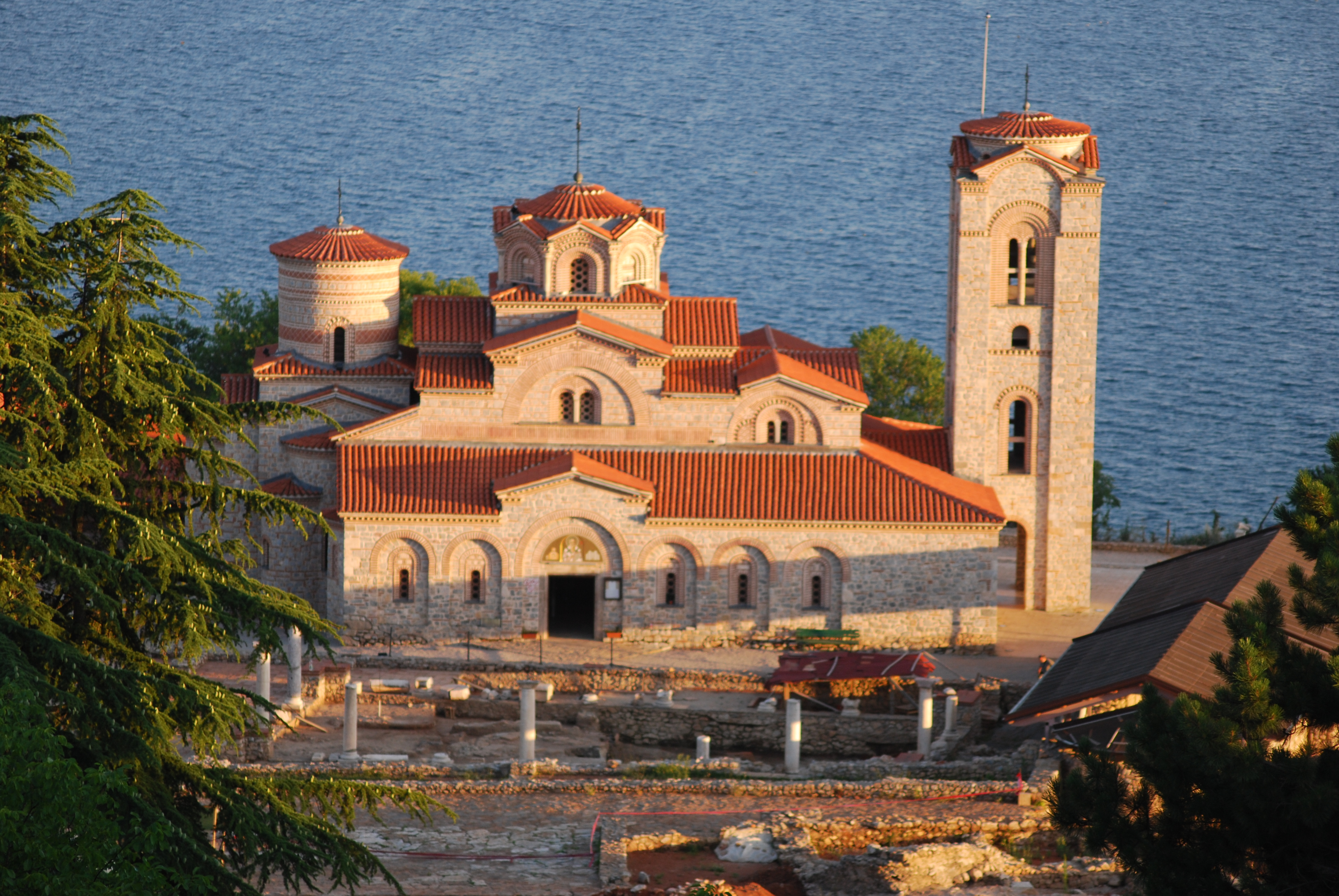
Het Pantelejmon klooster
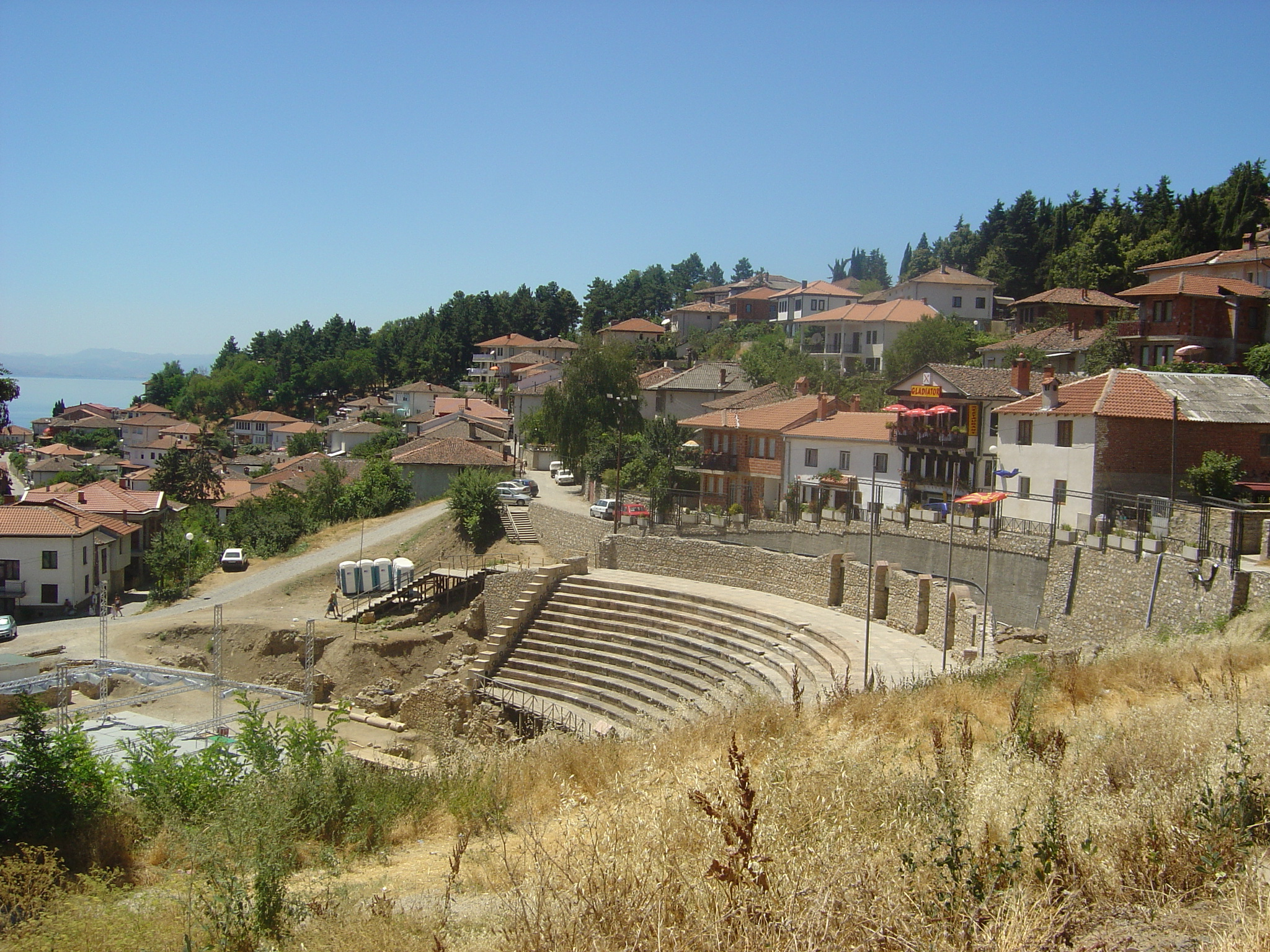
Antiek theater